# Tecno-holo-democracia
A tecno-holo-democracia é uma ordem social proposta pelo filósofo Mário Bunge que assegura a igualdade de sexos e raças, assim como o acesso a riqueza, a cultura e o poder político, com preocupação pelo meio ambiente e pelo futuro. É uma variante do socialismo democrático, focado no que Bunge chama de democracia integral (ambiental, biológica, cultural, econômica, jurídica e global), baseada no cientificismo, na tecnologia, no humanismo secular e no agatonismo.